# 托尼·霍克职业滑板2
《托尼·霍克职业滑板2》是一款由Neversoft制作、动视发行的第一人物极限体育游戏。本游戏最初于2000年9月20日在PlayStation发行。游戏后移植至多个平台。本作是《托尼·霍克系列》的第二作。
玩家扮演一名职业滑板手，完成多个任务。
《托尼·霍克职业滑板2》好评如潮，并且获得商业成功。在日本，《Fami通》给予本游戏Game Boy Advance版本33/40的分数。

## 续集
该系列的第二部续集名为《职业滑板3》，于2001年10月发行。